# Сапіги
Сапіги (Сопіги, Сапеги, іноді Сапєги, ст.укр. Сапѣги, лит. Sapiegos, пол. Sapiehowie) — білорусько-литовський магнатський рід (з 1700 року — князі Священної Римської імперії) гербу Лис, який у XVI-XVIII століттях посідав високі державно-військові посади у Великому Князівстві Литовському і Речі Посполитій та володів великими земельними маєтностями, найбагатший і найвпливовіший у Литві рід після Радзивілів. Вважали себе нащадками Пунігайла, сина литовського князя Наримунта, проте ця версія викликає сумніви. Перший відомий представник роду Семен Сопіга — православний боярин смоленського походження.

## Історія
Першою достеменно відомою людиною з цим прізвищем був Семен Сапіга, який згадується в актах і хроніках 40-х рр. XV ст. Від двох його синів, Богдана та Івана, рід Сапіг розділився на дві лінії: сіверську (черейську) та кодненську.
У XV ст. Сапіги володіли значними маєтностями в Смоленській землі. Внаслідок московсько-литовських воєн XV—XVI ст. втратили більшість смоленських володінь, проте завдяки шлюбним зв'язкам з багатими литовськими та польськими родами стали власниками великих маєтностей в Україні та Білорусі. Крім того, багато представників роду, вступаючи на службу до великого князя, отримували від нього значні земельні наділи. Таким чином рід Сапіг згодом став одним з найбагатших у Великому князівстві Литовському, поступаючись хіба одним лише Радзивіллам.
У XV і на початку XVI ст. Сапіги сповідували православний обряд. Першим відмовився від нього Іван Семенович Сапіга (1430—1519), вітебський воєвода і канцлер литовський, який їздив до Риму, де прийняв унію; сини його, втім, залишилися вірні православ'ю, проте протягом XVI—XVII ст. всі представники роду Сапіг поступово перейшли в католицтво. У 1633 р. Ян Станіслав Сапіга, великий маршалок литовський, отримав від імператора Священної Римської Імперії, Фердинанда III, титул князя Римської імперії, проте відмовився від титулу; пізніше Миколай Сапіга, воєвода мінський і вітебський, отримав від імператора Рудольфоа II титул графа. На початку XVIII ст. німецький імператор Карл VI Габсбург надав титул князів Священної римської імперії всім представникам родини Сапіг за клопотанням Михайла Сапіги, генерала литовського війська.
Указом імператора Олександра II Сенату від 26 липня 1874 р. дозволено було Іванові Павлові Олександру Сапізі користуватися князівським титулом без пред'явлення необхідних за законом документів, а 30 квітня 1880 йому надали грамоту про княжий титул Російської імперії.

## Представники

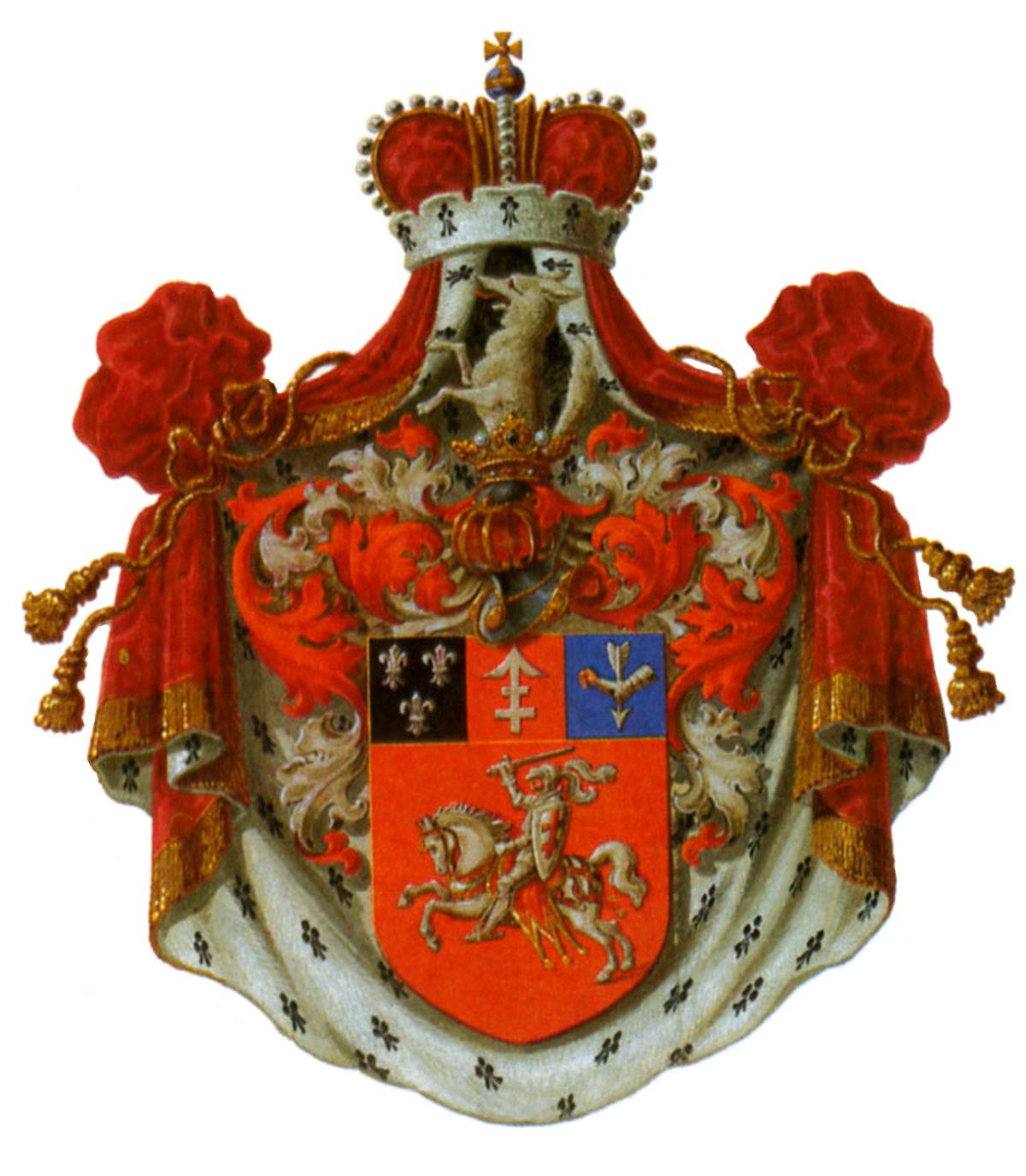
Великий герб родини Сапігів (1858–1859)

- Семен Сопіга
  - Богдан
    - Іван Богданович Сапіга — воєвода вітебський, підляський.
      - Іван Іванович Сапіга (пом. 1580) — дорогочинський староста (1578—1580)
      - Михайло Іванович Сапіга
      - Павло Іванович Сапіга (пом. 1580) — київський каштелян (1566—1580)
        - Ян Петро Сапіга (1569—1611) — ротмістр королівський.
          - Павло Ян (бл. 1610—1665), Великий гетьман литовський, брав участь у битвах проти козаків, москвинів і шведів;
            - Казимир Ян (1637/1638—1720) — державний і військовий діяч Великого князівства Литовського;
              - Александр Павел Сапіга (1672—1734) — маршалок надвірний і великий литовський, маршалок Головного трибуналу Великого князівства Литовського.
                - Міхал Антоній Сапіга (1711—1760) — ловчий великий литовський, маршалок Головного трибуналу Великого князівства Литовського, Підляський воєвода, підканцлер литовський.

            - Франциск Стефан Сапіга (пом. 1686)
              - Ян Казимир Сапега (пом. 22 лютого 1730) — військовий діяч Речі Посполитої. У 1708—1709 роках великий гетьман литовський.

  - Іван (Івашко) Семенович Сапіга[1] (бл. 1450—1517) — писар, згодом маршалок Великого князівства Литовського, воєвода вітебський (1511—1514) і підляський (з 1514), засновник міста Кодень (1511), перший із Сапігів, що перейшов на католицизм (1514);
    - Павло Іванович Сапіга (пом. 1579) — маршалок господарський, воєвода підляський і новогрудський.
      - Миколай Павлович Сапіга (пом. 1599) — маршалок господарський, воєвода мінський, берестейський та віленський.
        - Фридерик Сапіга (пом. 1626) — володимирський підкоморій.
          - Олександр Казимир Сапіга (1624—1671) — єпископ вільнюський і жмудський, великий референдар литовський в 1657 році, секретар Його Величності, канонік вільнюський і варшавський.
          - Ян Фридерик Сапіга (1618 — 3 червня 1664) — військовий діяч, урядник Речі Посполитої.

      - Богдан Павлович Сапіга (пом. 1593) — воєвода мінський (1588—1593)
        - Павло Стефан Сапіга (1565—1635), син Богдана та Марини Капустянки, староста гомельський, ошмянський, 3-тя дружина — Катажина Ґославська[2]

    - Іван (пом. 1580) — дрогицький староста
      - Лев Іванович Сапега (1557—1633) — канцлер литовський (з 1589), віленський воєвода (1623—1633) і великий гетьман литовський (1625—1633), керівник роботи над третім Литовським Статутом;
        - Ян Станіслав Сапіга (1589—1635) — маршалок Головного трибуналу Великого князівства Литовського, надвірний та великий маршалок литовський.
        - Лев Казимир Сапіга (1609—1656) — підканцлер литовський (з 1645), власник маєтностей на Чорнобильщині, учасник боротьби проти Б. Хмельницького (стримав наступ козаків на Литву 1649);

      - Андрій (бл. 1560—1621) — київський воєвода (1605—1609), займав різні військові пости у Литві;

  - Юрій (пом. 1497)
  - Василь (Васько)
  - Духна (Анна)

### Інші відомі представники
- Леон Людвік Сапега (1803—1878) — спершу на російській службі, через участь у повстанні (1830—1831) мусив емігрувати до Галичини, де став політичним (перший маршалок (маршал) Галицького крайового сейму в 1861 — 75 роках) і економічним діячем, домагався скасування панщини в Галичині.
- Адам (1828—1903) — галицько-польський діяч, у 1860-их роках домагався автономії Галичини.
- Лев (1856—1893) — старший син князя Адама Сапіги, онук кн. Леона Сапеги.
- Евстахій Сапега (1881—1963) — польський консервативний політик, міністр закордонних справ Республіки Польща.

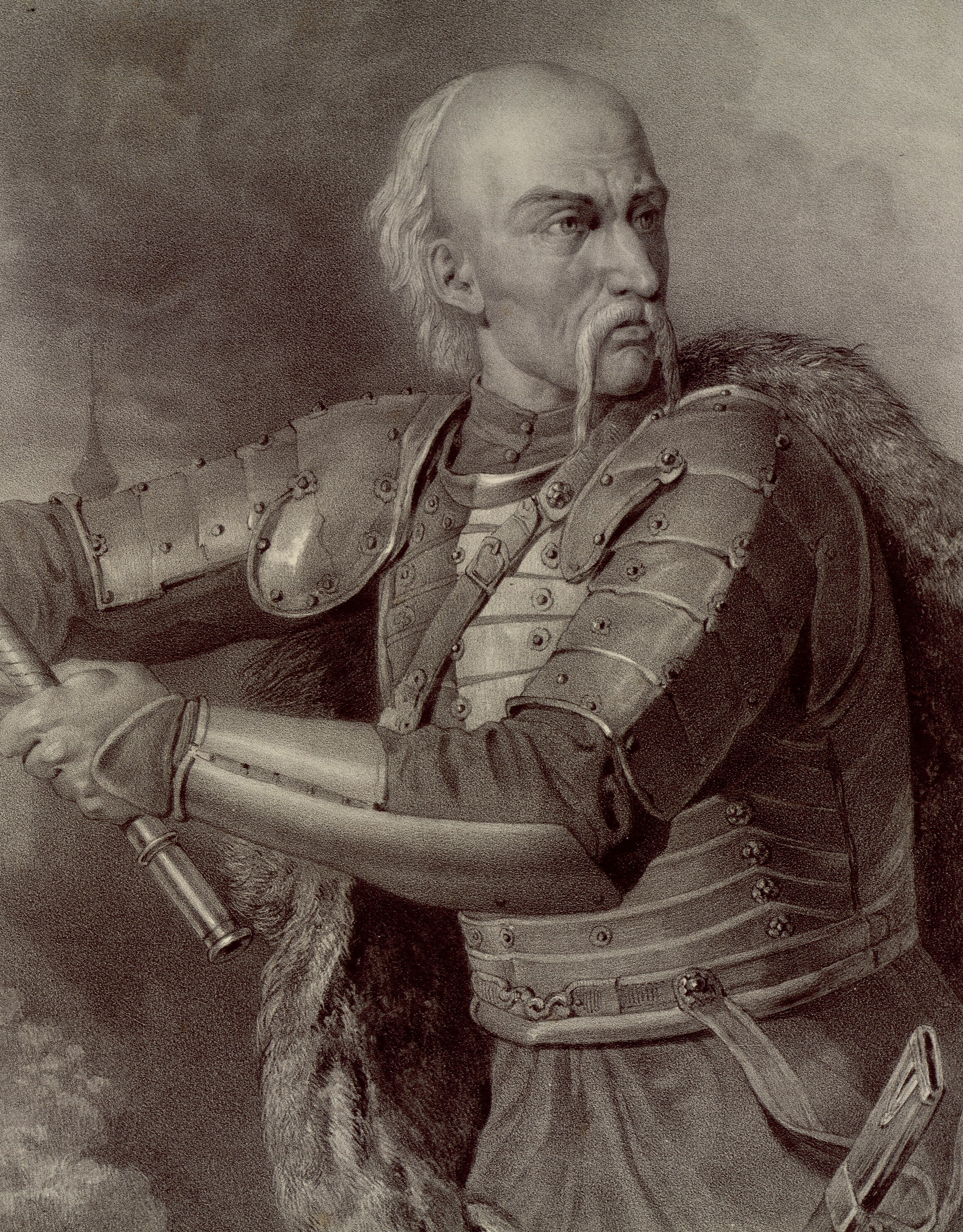
Павло Ян Сапіга
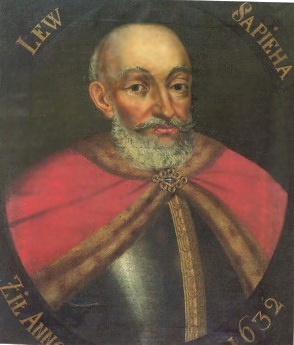
Лев Сапіга (1557—1633)
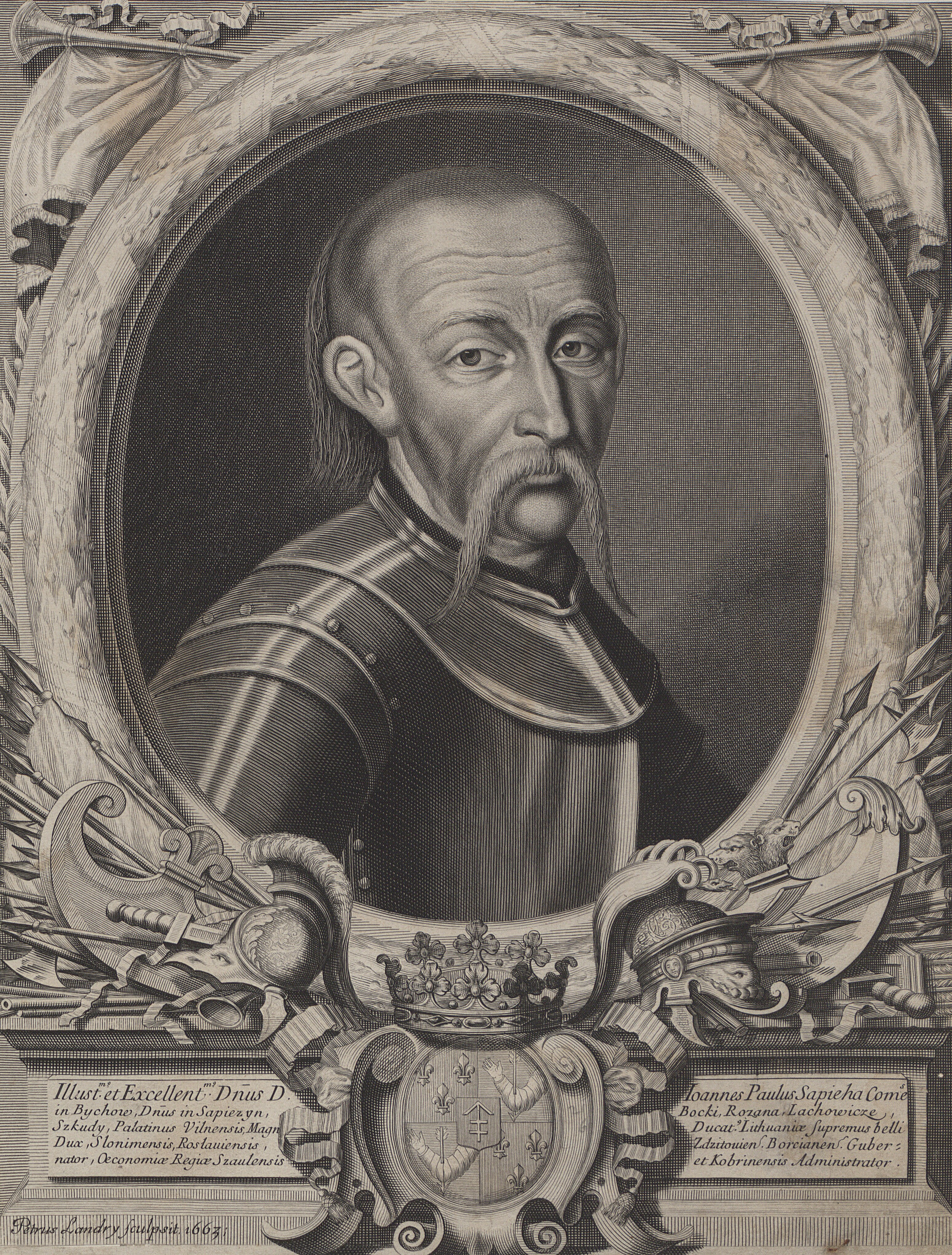
Павло Ян Сапіга
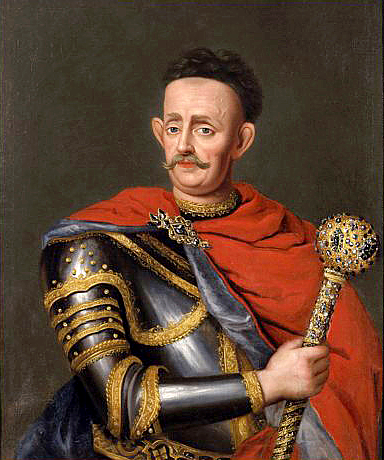
Казимир Ян Сапега
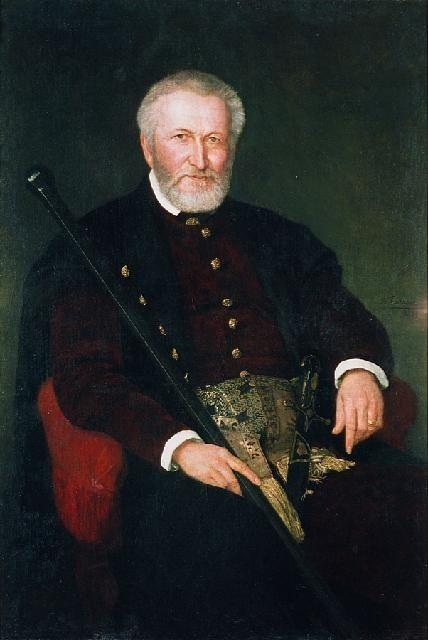
Лев Сапіга (1803—1878)

## Палаци Сапіг та костели їх фундації

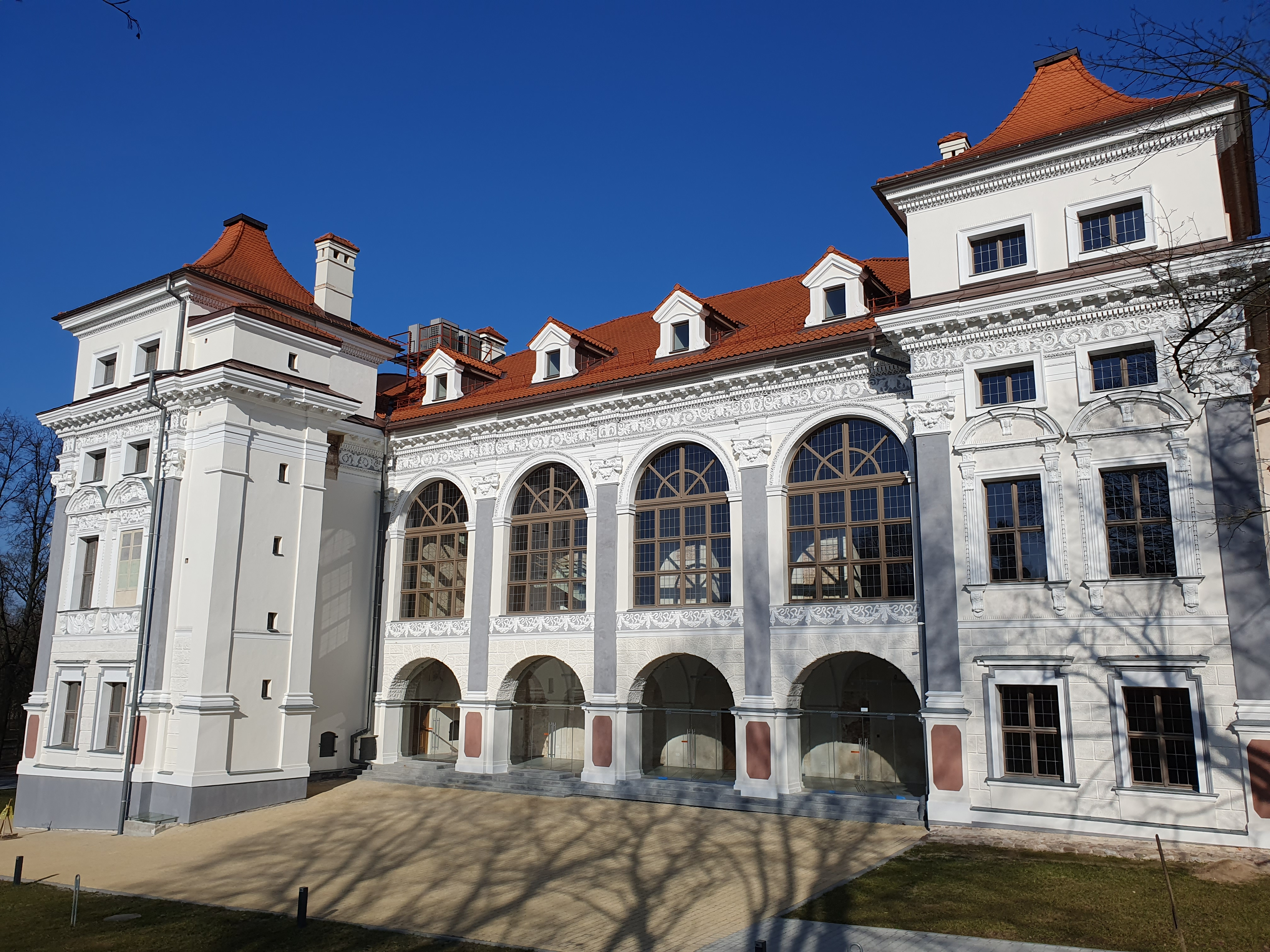
Палац Сапєг у Вільнюсі, Литва
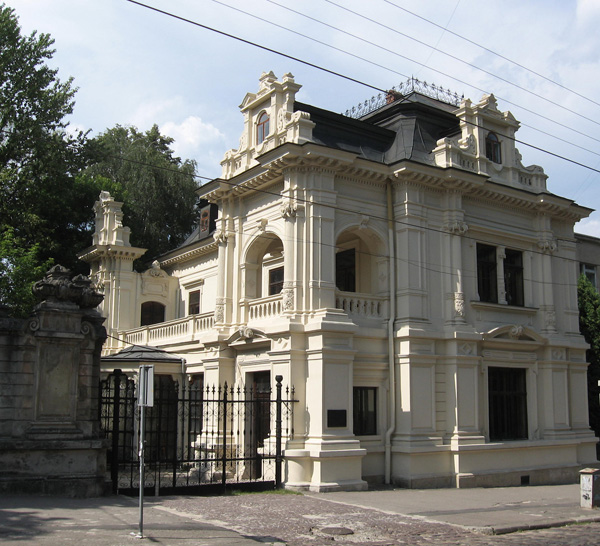
Палац Сапіг у Львові
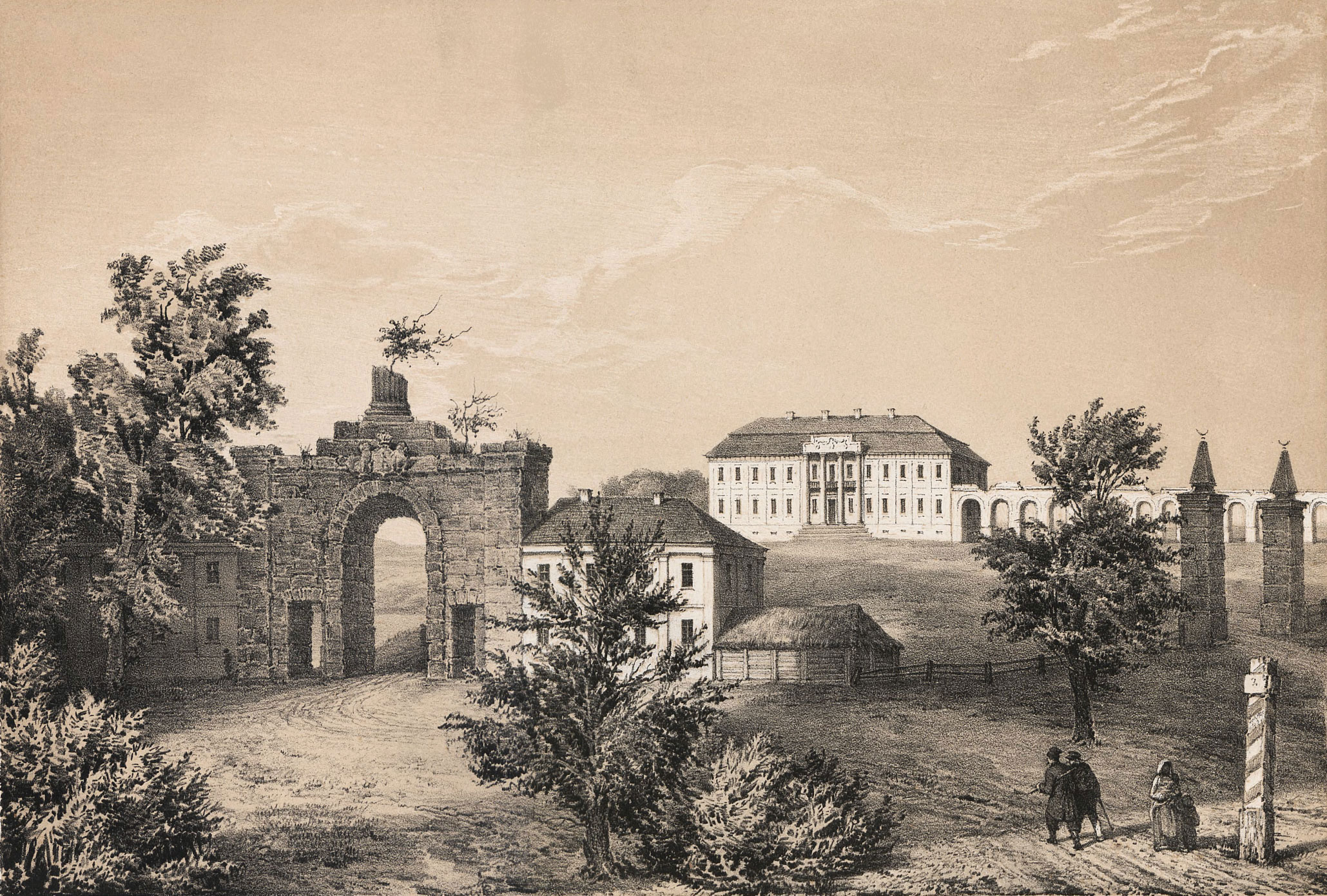
Наполеон Орда. Палац Сапігів, Ружани
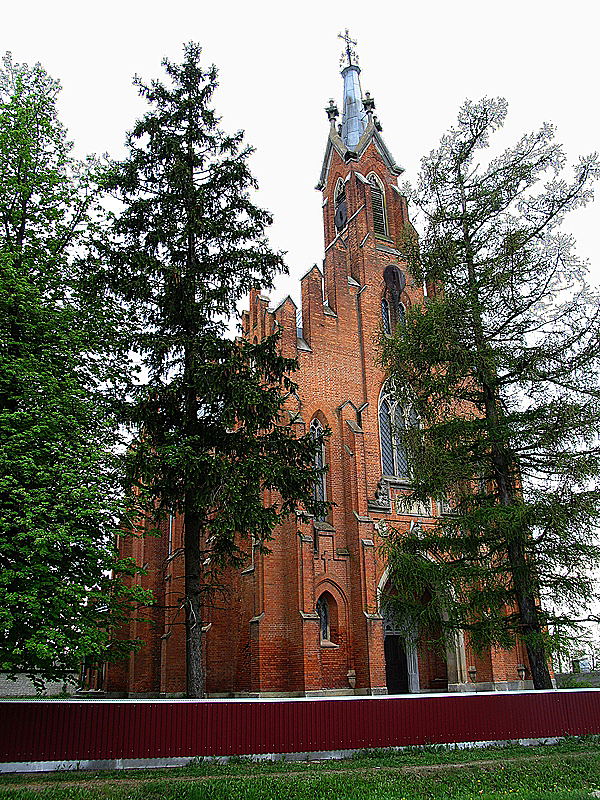
Неоготичний костел Святої Анни (1875 р., Озеряни)
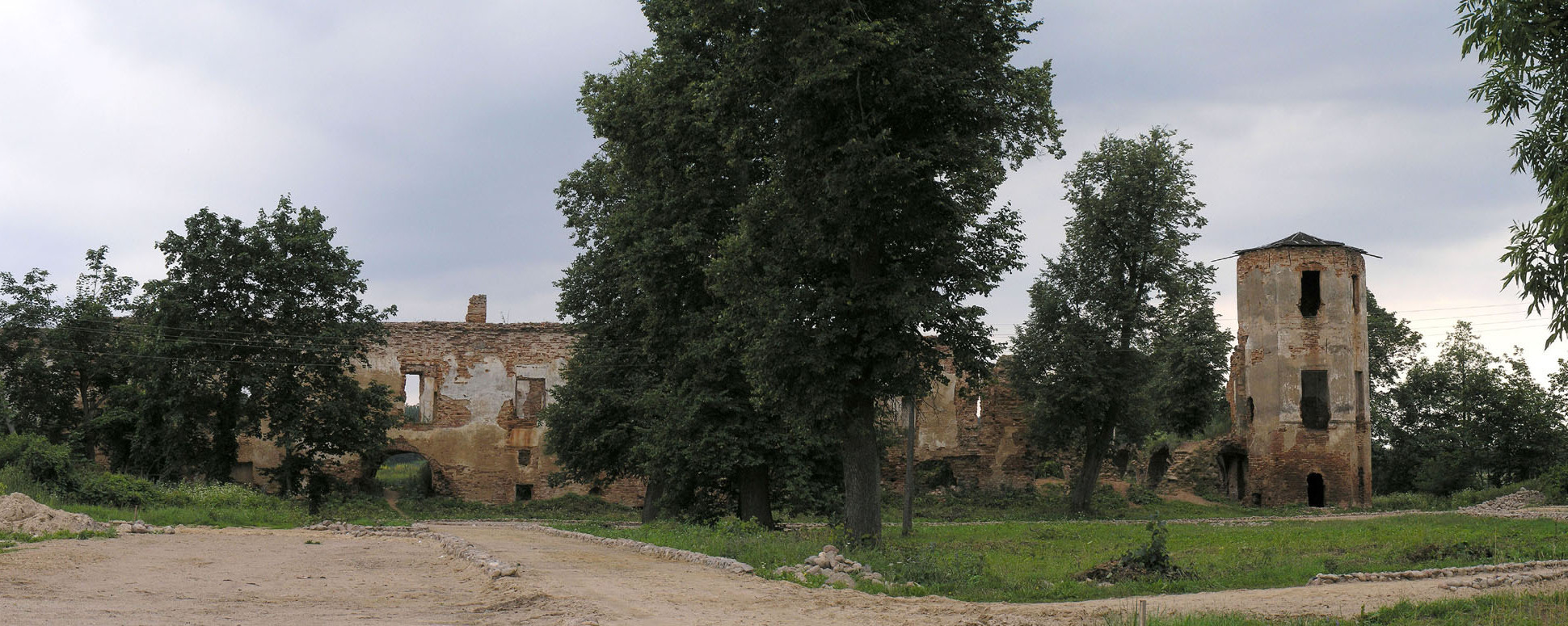
Гольшанський замок
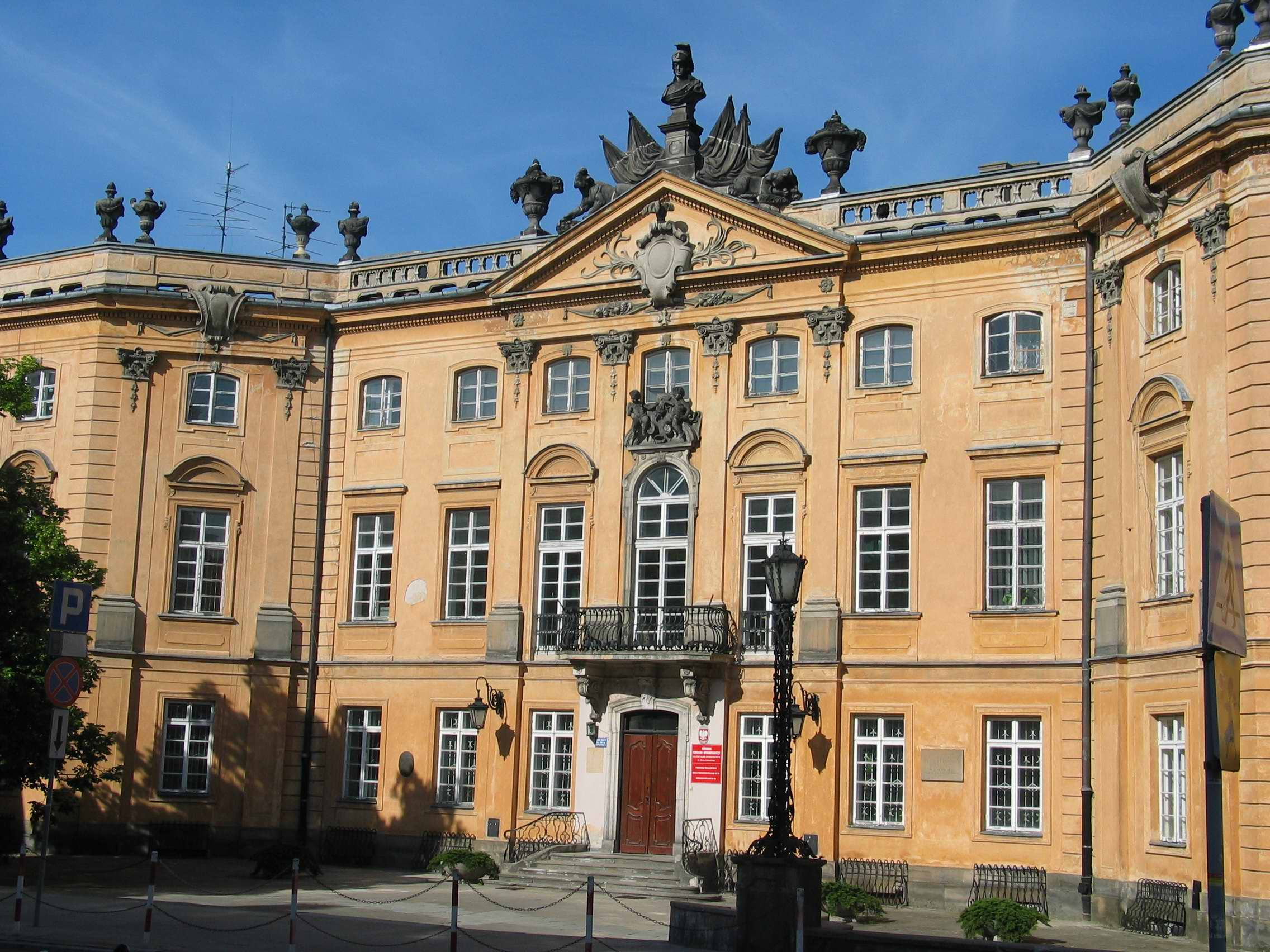
Палац Сапігів, Варшава
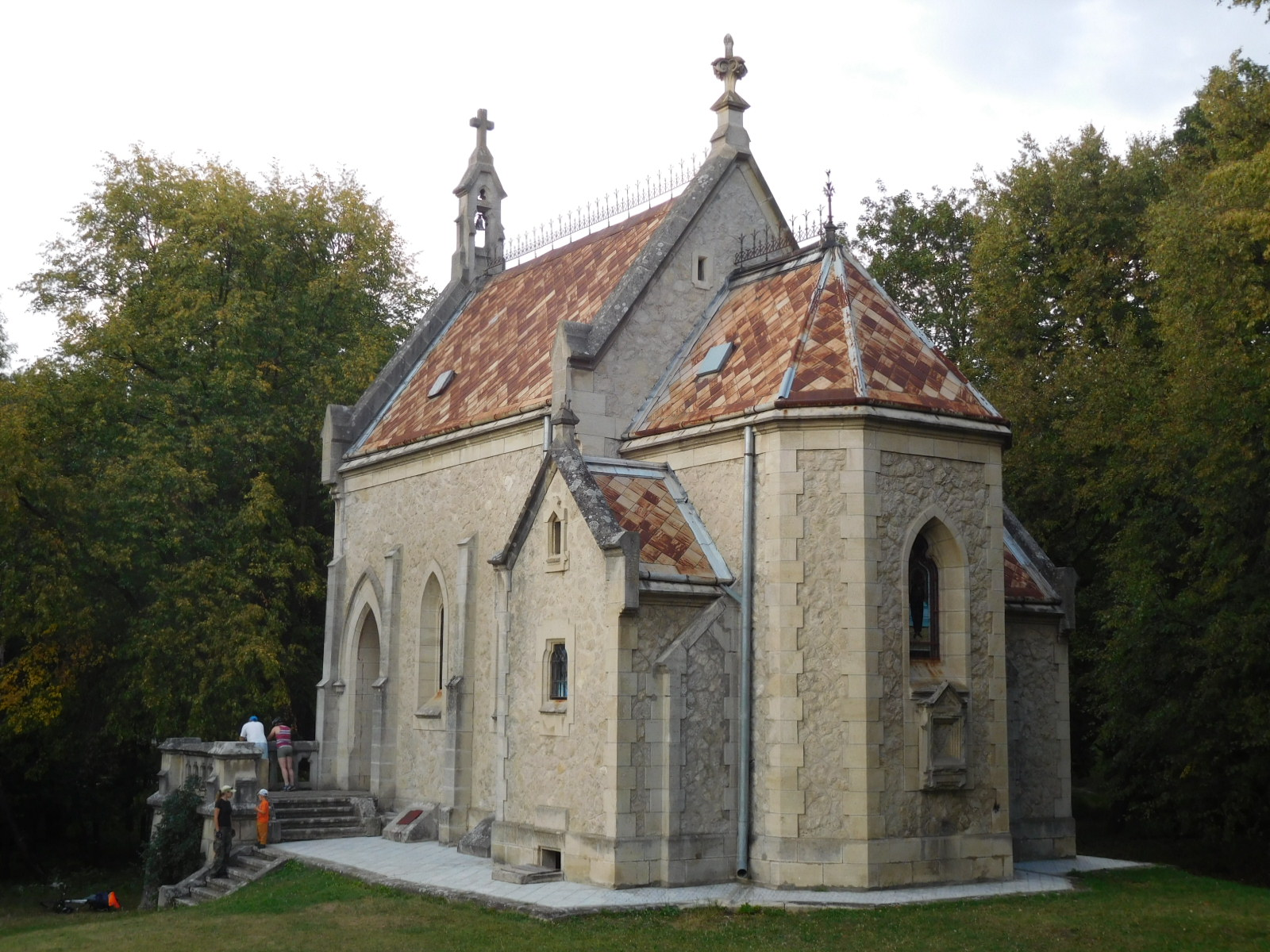
Фамільний князівський склеп з каплицею в парку, Більче-Золоте
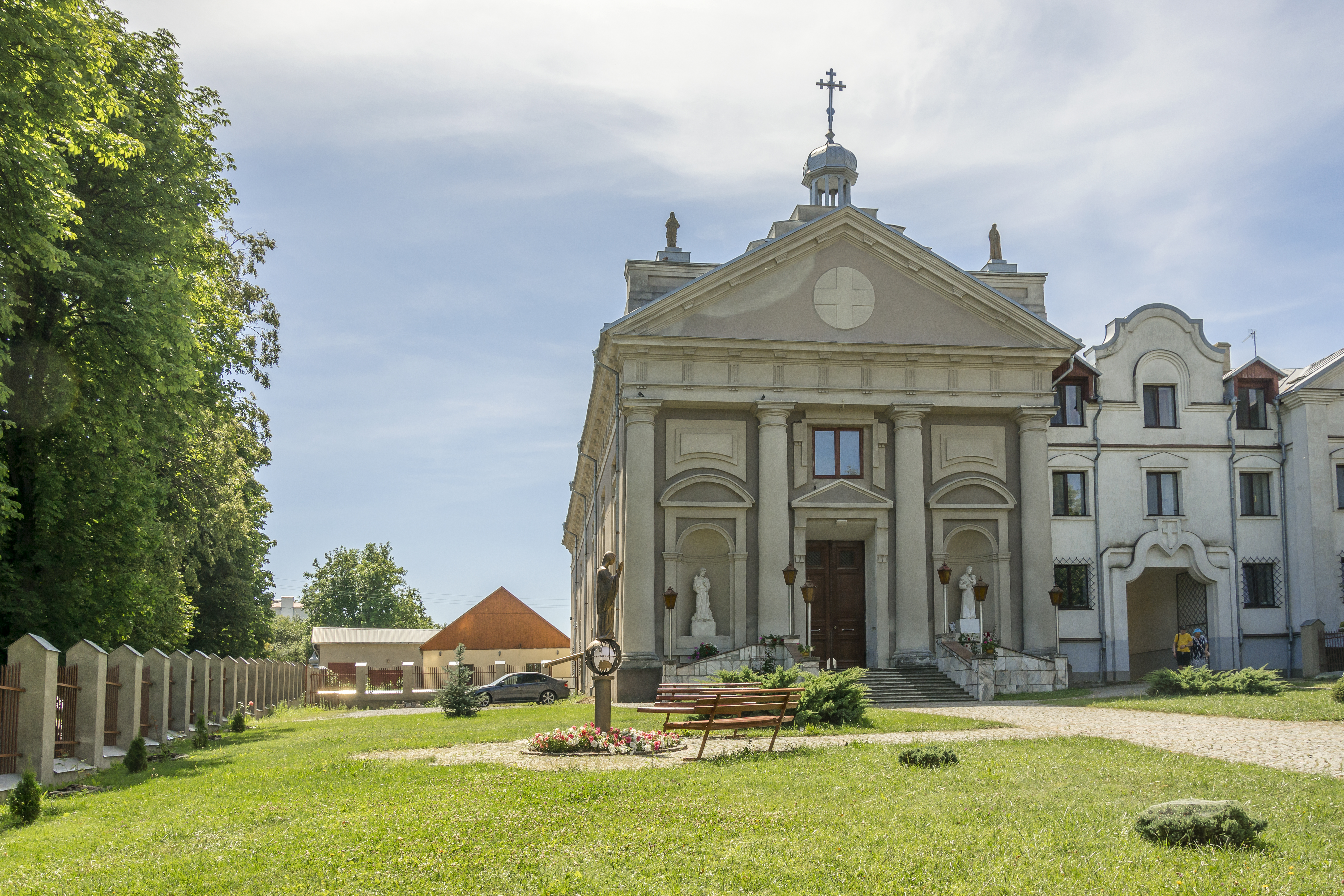
Костел Серця Ісуса (св.Анни), м.Красилів